# Acrocercops leptalea
Acrocercops leptalea là một loài bướm đêm thuộc họ Gracillariidae. Nó được tìm thấy ở Queensland.